# Oberpöring
Oberpöring è un comune tedesco di 1 156 abitanti, situato nel land della Baviera.